# Liste der Monuments historiques in Orny
Die Liste der Monuments historiques in Orny führt die Monuments historiques in der französischen Gemeinde Orny auf.

## Liste der Objekte
| Bezeichnung | Beschreibung                                          | Standort                      | Kennzeichnung | Schutzstatus | Datum | Bild |
| ----------- | ----------------------------------------------------- | ----------------------------- | ------------- | ------------ | ----- | ---- |
| Kruzifix    | Lindenholz, farbig gefasst, Ende des 15. Jahrhunderts | in der Kirche St-Denis (Lage) | PM57000813    | Inscrit      | 1985  |      |